# Los Cerritos (Panama)
Los Cerritos è un comune (corregimiento) della Repubblica di Panama situato nel distretto di Los Pozos, provincia di Herrera. Si estende su una superficie di 31,7 km² e conta una popolazione di 985 abitanti (censimento 2010).